# Trümmerfrauen-Denkmal (Wien)

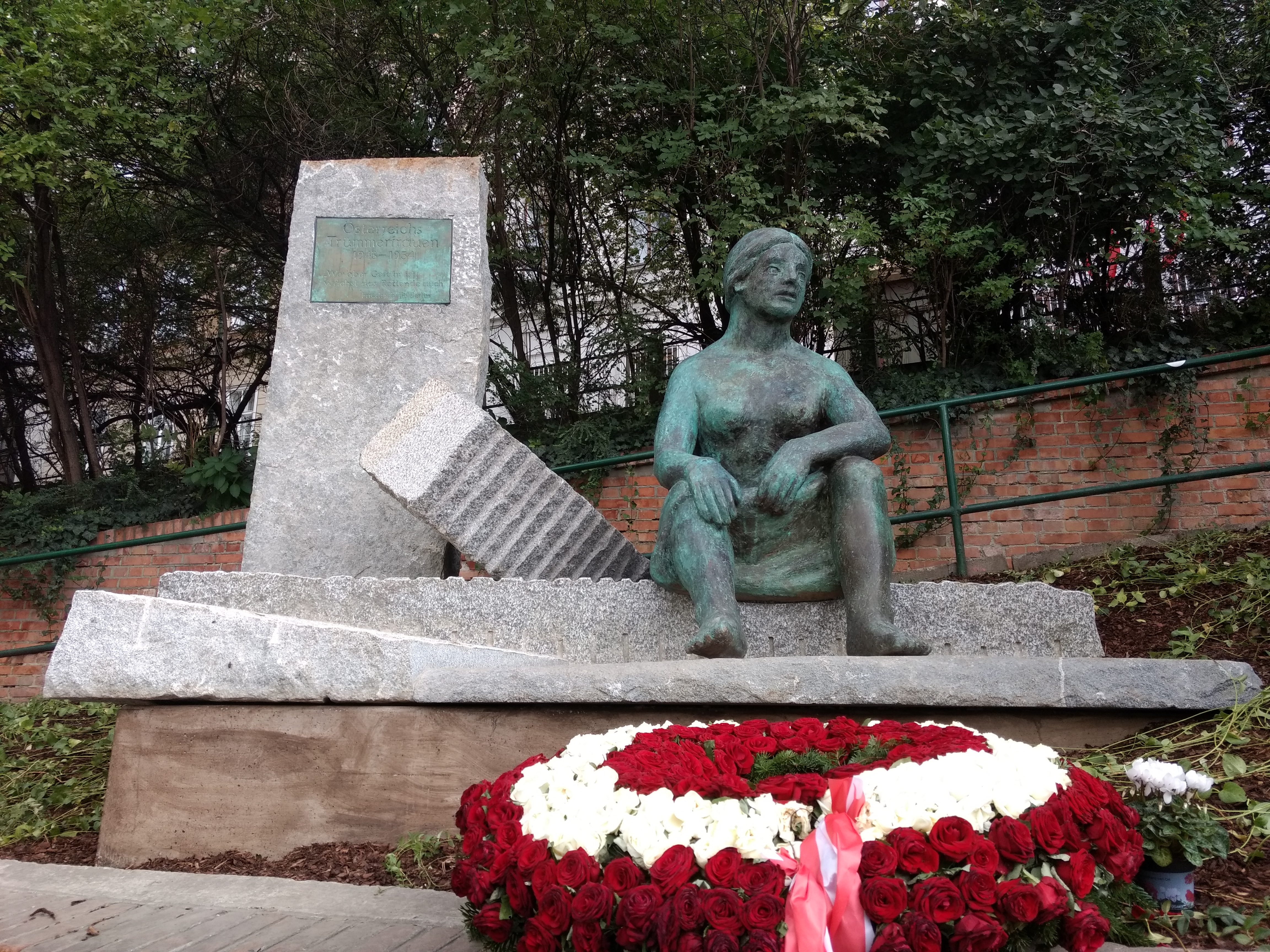
Trümmerfrauen-Denkmal auf der Mölker Bastei in Wien

Das Trümmerfrauen-Denkmal ist ein im Jahr 2018 eingeweihtes Denkmal auf einem privaten Grundstück in Wien, das an den Einsatz von Trümmerfrauen beim Wiederaufbau der durch alliierte Bombenangriffe zerstörten Stadt während und nach dem Zweiten Weltkrieg erinnert.

## Geschichte
Im September 2018 wurde das Denkmal auf dem von dem Unternehmer Siegmund Kahlbacher gestifteten Grünstreifen auf der Mölker Bastei im 1. Bezirk enthüllt. Der Stifter trug auch die Herstellungskosten in Höhe von 60.000 Euro. Die Errichtung eines solchen Erinnerungsmals wurde von der Stadtregierung abgelehnt, da die Stadt insgesamt nicht zu einem undifferenzierten Blick auf das Thema Trümmerfrauen beitragen wolle und Forschungen darauf hinweisen würden, dass vielfach ehemalige Nationalsozialistinnen zum Wiederaufbau zwangsverpflichtet worden seien. Zudem hätte sich die Anzahl freiwilliger Helfer in Grenzen gehalten. Diesen ehemaligen Nationalsozialistinnen würde somit ein Denkmal gesetzt werden. Die Initiative zur Errichtung ging vom Cajetan-Felder-Institut aus. Schon seit 1986 hatte die FPÖ, der das genannte Institut nahe steht, die Errichtung eines solchen Denkmals gefordert.
Der emeritierte Bischof Klaus Küng sowie der evangelische Pfarrer Wilfried Fussenegger nahmen unter Anwesenheit von zahlreichen FPÖ-Politikern die Segnung des Denkmals vor.

## Denkmalsbeschreibung
Das Denkmal wurde vom deutschen Landschaftsarchitekten und Bildhauer Magnus Angermeier geschaffen. Bei der Gestaltung der nackten, sitzenden Frauengestalt hat er eine Anleihe bei einer seiner früheren Skulpturen, Die Badende, vorgenommen und „mit den Trümmern in Zusammenhang gebracht“.
Die Bronzefigur sitzt auf einem steinernen Trümmerhaufen, daneben ragt eine Art Stele aus dem gleichen Steinmaterial auf, an welcher eine Bronzetafel mit der Inschrift „1943–1954“ angebracht ist. Auf der Rückseite der Stele stehen die Intentionen des Künstlers, der „die Ehrung nicht auf die angegebenen Jahre beschränken möchte. [Die Figur] sei in der 2000-jährigen Weltgeschichte den Kriegen und Katastrophen verwurzelt und stünde für das ‚fruchtbare Sprießen des Lebens von Neuem‘“.